# 八峰町巡回バス
八峰町巡回バス（はっぽうちょうじゅんかいバス）は、秋田県山本郡八峰町にて運行している廃止代替バスである。
秋北バスおよび秋北タクシーの路線廃止に伴い、運行を開始した。運行形態は、自家用自動車（白ナンバー車）による有償運送である。

## 概要
- 日曜日・祝祭日・12月31日・1月1日運休。
- お盆期間および12月31日・1月1日以外の年末年始は土曜日ダイヤで運行。
- 能代市内はクローズドドアシステムを採っており、往路は降車のみ、復路は乗車のみの扱い。
- 道の駅みねはま発着時代は無料区間が設定されていたほか、秋北バス道の駅みねはま発着路線との接続を配慮したダイヤが採られていた[1]。

## 運賃
- 1回利用
  - 八峰町内は100円。
  - 八峰町内 - 能代市内間は300円
- 回数券は25枚綴りで、2000円

## 沿革
- 2021年（令和3年）10月1日 - 試行運行を開始[2][3]。
- 2022年（令和4年）10月1日 - 本格運行開始とともに無料区間を縮小[4][1]。
- 2024年（令和6年）10月1日 - 秋北バス道の駅みねはま発着路線廃止に伴い、全路線能代バスステーションに延伸。無料区間を廃止[5]。

## 現行路線
経路中の（　）内はクローズドドアシステム採用区間

### 大久保岱・岩子・畑谷
- 内坂 - 大久保岱 - 水沢 - 沢目駅前 - カッチキ台 - 上高野々 - 田中 - 畑谷 - 道の駅みねはま -（ 能代厚生医療センター - いとく能代北店 - 能代バスステーション）
  - 水沢  - 道の駅みねはま間は2024年9月までは無料区間だった[1]。

### 石川・強坂
- 【上大信田】 上大信田 - 稲子沢 - 長坂台 - 石川 - 外林 - 大沢 - 強坂 - 道の駅みねはま -（ 能代厚生医療センター - いとく能代北店 - 能代バスステーション）
- 【内荒巻】 内荒巻 - 稲子沢 - 長坂台 - 石川 - 外林 - 大沢 - 強坂 - 道の駅みねはま -（ 能代厚生医療センター - いとく能代北店 - 能代バスステーション）
  - 【上大信田】は月曜日・水曜日・金曜日の運行。
  - 【内荒巻】は火曜日・木曜日・土曜日の運行。
  - 外林  - 道の駅みねはま間は2024年9月までは無料区間だった[1]。

### 岩館・目名潟
- 【陸側経由】岩館港 - 岩館駅前 - ハタハタ館前 - 滝の間駅入口 - 八森駅前 - 椿台 - 東八森駅前 - 八峰町役場前 - 山谷集会所 - 沖ノ台 - 水沢 - 沢目駅前 - カッチキ台 - 沼田 - 道の駅みねはま -（ 能代厚生医療センター - いとく能代北店 - 能代バスステーション）
- 【海側経由】岩館港 - 岩館駅前 - ハタハタ館前 - 滝の間駅入口 - 立石 - 茂浦 - 八森駅前 - 椿 - 東八森駅前 - 〔八峰町役場前〕 - 山谷集会所 - 沖ノ台 - 水沢 - 沢目駅前 - カッチキ台 - 沼田 - 道の駅みねはま -（ 能代厚生医療センター - いとく能代北店 - 能代バスステーション）
  - 【陸側経由】は月曜日・水曜日・金曜日の運行。
  - 【海側経由】は火曜日・木曜日・土曜日の運行。ただし、土曜日は〔八峰町役場前〕は経由しない。
  - 沖ノ台 - 道の駅みねはま間は2024年9月までは無料区間だった[1]。

## 過去の運行経路
岩館・目名潟
- 【陸側経由】かもめ団地 - 岩館駅前 - ハタハタ館前 - 滝の間 - 八森駅前 - 椿台 - 東八森駅前 - 八峰町役場前 - 山谷集会所 - 沖ノ台 - 水沢 - 沢目駅前 - カッチキ台 - 沼田 - 道の駅みねはま
- 【海側経由】かもめ団地 - 岩館塚の台 - 岩館漁港 - 湯っこランド前 - 立石 - 茂浦 - 八森駅前 - 椿 - 本館 - 八峰町役場前 - 山谷集会所 - 沖ノ台 - 水沢 - 沢目駅前 - カッチキ台 - 沼田 - 道の駅みねはま
  - 【陸側経由】は月曜日・水曜日・金曜日の運行。
  - 【海側経由】は火曜日・木曜日・土曜日の運行。
  - 試行運行終了後から現行経路に変更した。